# Dorcadion jacobsoni
Dorcadion jacobsoni là một loài bọ cánh cứng trong họ Cerambycidae.